# Pixie Hollow Games
Pixie Hollow Games (Los Juegos de La Hondonada de las Hadas en España, Los Juegos en la Tierra de las Hadas en Hispanoamérica, y, anteriormente llamada Tinker Bell and the Amazing Race of the Seasons) es un especial de televisión de animación de la franquicia Disney Fairies, dirigida por Bradley Raymond, y estrenado en otoño de 2011.

## Trama
Desde el comienzo de los tiempos, hadas de todos los talentos se reúnen para competir en los Juegos de la Tierra de las Hadas, una especie de Juegos Olímpicos que son Celebrados una vez al año durante tres días. Los campeones obtienen un flamante trofeo y sus anillos del campeonato. Los equipos que quedan en último lugar son descalificados al final de cada ronda, solo quedando cuatro en la final.
Los equipos son conformados de acuerdo a sus talentos por dos hadas, que a lo largo del año han demostrado ser las mejores y por ende se consideran merecedoras de representar a su talento en esta competición.
Encontramos curiosidades que nos ayudan a entender un poco más este mundo mágico, por ejemplo al igual que ser Artesanos, existen otros talentos mágicos que no necesariamente involucran a las fuerzas de la Naturaleza, entonces notamos que hay equipos como las Hadas del Arte, Hadas de la Música, Hadas de la Sanación, Hadas Guardianas del Polvillo, Hadas Pasteleras entre otras y además existen Hadas que utilizan otras fuerzas de la Naturaleza como las Hadas de la radiación y las Hadas de la Tormenta.
Sin embargo, las Hadas del Jardín nunca han podido ganar la competencia, ni siquiera pasar de la primera ronda, puesto que se cree que ellas simplemente se dedican a ser bellas y no tienen aptitudes físicas para competir, tampoco ayuda mucho la actitud de ellas, que con miedo y decepción, detestan participar en esta competencia, sin embargo, este año le toca el turno a Chloe, la única Hada del Jardín que se encuentra entusiasmada por participar en los Juegos y poner en alto al equipo del Jardín y así demostrar que ellas no solamente se dedican a algo tan frívolo y materialista como lucir bellas, sin embargo su compañera es nada más y nada menos que Rosetta, quien desde el inicio se rehúsa a participar, pero es prácticamente obligada a hacerlo. El día del evento, los equipos representantes se reúnen, siendo los favoritos el equipo que ha ganado la competencia durante los últimos 4 años: las Hadas de la Tormenta, conformado por la bella Glimmer, y el fuerte y presumido Rumble, ahora en busca de su pentacampeonato y su anillo "Para el pulgar". Rosetta, convencida de su inminente derrota, se presenta con un vestido de noche para así "No quedar mal al quedar mal", pero Chloe continúa con una actitud positiva. 
El primer evento es una carrera de salto de sapos, los equipos montados en sapos, deben completar dos vueltas. Rosetta se resiste a subirse, pero es reprochada por todo el público de hadas jardineras para hacerlo. Debido a su falta de coordinación, Chloe y Rosetta llegan en último lugar, sin embargo, las Hadas Sanadoras sufren un accidente y no consiguen terminar, logrando las Hadas del Jardín pasar a la siguiente ronda milagrosamente. Rosetta aún está convencida de que perderán por ir en último lugar, pero su actitud cambia al ver que las otras Hadas Jardineras las empiezan a apoyar, al avanzar de ronda por primera vez en la historia. Chloe también tiene mucha fe en Rosetta.
Conforme pasan los eventos, como Ski Acuático con Libélulas, Esferas de Ramas y Polo con Ratones, Rosetta y Chloe empiezan a coordinarse mejor como equipo, avanzando poco a poco en las rondas y acercándose a los líderes. Las Hadas del Jardín empiezan a ganar popularidad. Glimmer, siendo justa y amable, las felicita, pero esto molesta a Rumble, quien ya las ve como una amenaza. En la penúltima competencia, la carrera de Tazas Voladoras, los equipos usan el polvillo para maniobrar en el aire con sus tazas. Chloe y Rosetta llevan una buena delantera, sin embargo, para culminar la carrera, deben deslizarse sobre baba de caracol, algo que desagrada a Rosetta por su miedo a ensuciarse y se rehúsa a hacerlo. Chloe llega a la meta sola, pero según las reglas, ambos miembros del equipo deben hacerlo juntos, haciendo que Glimmer y Rumble lleguen en primero. Debido a esto, las Hadas del Jardín pierden el liderazgo y quedan en último lugar, pero afortunadamente, pasan a la final debido a que las Hadas de la Luz pierden el control de su taza al usar mucho polvillo. Rumble se burla de Rosetta y Chloe, nuevamente enfatizándoles que las Hadas del Jardín solo están para lucir bellas, y que es lo único que han estado haciendo. Chloe se entristece, haciendo que por primera vez dude de Rosetta y perdiendo su entusiasmo. Rosetta se siente muy culpable y decide finalmente cambiar su actitud.
Los juegos culminarán con un Derby de autos. Rosetta se presenta con una actitud más deportiva y se disculpa con Chloe, quién se asombra del cambio en su compañera. Los equipos que quedan son los Guardianes del Polvillo, las Hadas del Vuelo Veloz, las Hadas de la Tormenta y las Hadas del Jardín, e iniciarán según sus posiciones en el marcador, por lo que las Hadas del Jardín deberán iniciar de último. A pesar de que nadie ha ganado en el último puesto, Rosetta tranquiliza a Chloe al decirle que ha estudiado el derby y que tiene un plan. La pista consta de un camino plano prolongado, pero además con la opción de tres atajos con un nivel de dificultad más marcado.
Los autos arrancan, y durante el trayecto, dos equipos quedan fuera al fallar en los atajos, quedando las Hadas del Jardín y de la Tormenta. Rosetta y Chloe deciden probar suerte en el último atajo en la montaña de lodo, logrando escalarla gracias a las modificaciones en su auto hechas por Tinker Bell y consiguiendo tomar la delantera. Muy cerca de la meta, cruzando un túnel, Rumble se desespera y obliga a Glimmer a lanzar un rayo en el auto de sus rivales, haciéndolas chocar y dejándolas fuera. Rosetta y Chloe, aunque decepcionadas, deciden cargar juntas los restos de su auto hasta la meta. Mientras Rumble celebra, sorpresivamente, la Reina Clarion declara a las Hadas del Jardín como vencedoras, ya que en último momento, Glimmer, harta de la actitud de Rumble, se baja de su auto antes de cruzar la meta. Las Hadas del Jardín ganan su primer campeonato de la historia; Rosetta y Chloe son vitoreadas por todas las hadas del estadio por su gran hazaña.

## Reparto
- Mae Whitman como Tinker Bell.
- Lucy Liu como Silvermist.
- Raven-Symoné como Iridessa.
- Megan Hilty como Rosetta.
- Angela Bartys como Fawn.
- Pamela Adlon como Vidia.
- Jesse McCartney como Terence.
- Jeff Bennett como Clank / Hada Gary.
- Rob Paulsen como Bobble.
- Anjelica Huston como Reina Clarion.
- Jane Horrocks como Hada Mary.
- Brenda Song como Chloe.
- Jason Dolley como Rumble.
- Tiffany Thornton como Glimmer.
- Zendaya como Fern.
- Daniel Curtis Lee como Starter Sparrowman.
- Kari Wahlgren como Ivy.
- Jessica DiCicco como Lilac.

## Música
- En su versión original en inglés, el tema se titula "Dig Down Deeper", interpretado por Zendaya.
- En Latinoamérica el tema se titula "Si Profundo Escarbas", interpretada por Fela Domínguez
- En España el tema principal fue interpretado por Lydia Fairen.

## Fechas de estreno
- Estados Unidos: 19 de noviembre de 2011.[6]
- Latinoamérica: 25 de diciembre de 2011.[cita requerida]
- Argentina: 20 de septiembre de 2012.[6]
- España: 8 de enero de 2012.[7]